# Ардаланское ханство
Ардала́нское ха́нство (курд. میرنشینی ئەردەڵان) — одно из курдских государств, существовавшее в Иранском Курдистане с XII века.
С XVI века находилось в вассальной зависимости то от Османской империи, то от Ирана, а иногда не признавало ничьего сюзеренитета. В XIX веке было ликвидировано Ираном.

## История

### Сефевидский период
Шах Аббас I был первым, кто начал самовольно навязывать местному населению кандидата, выбранного им самим среди членов Ардаланской династии. Когда имевший также продолжительную связь с Османами Халу-хан Ардалан в конечном итоге присягнул шаху, то ему также повелели отослать к сефевидскому двору в качестве заложника своего сына, Хан Ахмед-хана I. Последний провёл свою юность при шахском дворе в Исфахане, женившись на одной из сестёр Аббаса I. В 1617—1618 году по повелению шаха сын сменил отца на посту губернатора Ардалана; его отца привезли в Исфахан, где он провёл остаток жизни до своей смерти в 1627—1628 году.
Позднее, начиная с середины XVII века, двор начал более часто менять губернаторов Ардалана. За промежуток времени в 90 лет между вступлением на должность Сулейман-хана и коллапсом Сефевидского государства в 1722 году провинцией управляло не менее четырнадцати губернаторов. В правление шаха Султан Хусейна в качестве губернаторов провинции Ардалан назначались даже «чужаки» грузинского и тюркского происхождения. Что более интересно, этим чередовавшимся назначениям и смещениям ардаланских губернаторов предшествовали жалобы и петиции местного населения Санандаджа шахскому двору. Одним из самых ранних примеров является смещение с должности основателя Санандаджа, Сулейман хана. В 1655—1656 году некоторые члены его свиты тайно сообщили шаху Аббасу II, что их господин совместно с Османами готовит восстание. Результатом их петиции стало заключение ардаланского губернатора под стражу в хорасанском Мешхеде и назначение новым губернатором его сына, Калбали-хана. Начиная с этого момента практически все ардаланские губернаторы смещались с должности по жалобам жителей Санандаджа за свою «тиранию», «беспорядок» или «растрату».

### Каджарский период
Ага Мухаммед Каджар выступил в направлении Гюльпайгана для получения формального подчинения вали Ардалана, Хосров-хана. Последний после разгрома Джафар-хана Зенда его племенной коалицией дошел до Малаира, и оттуда до Гюльпайгана. Здесь они остановились, и Хосров-хан послал Ага Мухаммед-хану всю добычу и пленников, взятых в недавней битве, вместе с письмом о подчинении. Ага Мухаммед-хан признал присягу вали и послал ему подарки и пожаловал округа Сонкор и Куллиаи. Позже из-за своеволия Хосров-хан был пленён Ага Мухаммедом Каджаром и умер в 1792—1793 годах в Тегеране.

## Ханы Ардалана
- Баб Ардалан I
- Кулул I
- Хизра I
- Ильяс I
- Хизра II
- Хасан I
- Баблул I
- Мунзир I
- Мамун-бек I
- Биге-бек I
- Мамун-бек II
- Сурхаб-бек I
- Султан Али-бек I
- Басат-бек I (?-1578)
- Тимур-хан I (1578—1589)
- Халу-хан I (1589—1616)
- Ахмад-Хан I (1593, 1616—1637)
- Сулейман-хан I (1637—1657)
- Калб Али-хан I (1657—1679)
- Ахмад-хан II (1679—1679;1688-1694)
- Хусрав-хан I (1679—1682)
- Тимур-хан II Арджалу (1682—1688)
- Мухаммед-хан I (1694-1701-?)
- Мухаммед-хан II Гурджи (1701—1704)
- Хасан Али-хан I (1704—1706)
- Хусайн Али-хан I (−1706-1709-?)
- Кай Хусрав-бек I (1709-1710-?)
- Аббас Кули-хан I (1710—1716;1719-1723)
- Али Кули-хан I (1716-1719-?)
- Хане-паша I Бабанский (1723-1729-?)
- Субхан Вирди-хан I (1729—1732;1733-1743;1744-1745;1746-1748)
- Халид-паша I Бабанский (1732-1733-?)
- Мустафа-хан I (1733—1733)
- Ахмад-хан III (1743-1744-?)
- Мауля Вирди-хан I (1745-1746-?)
- Мухаммед Риза-бек I Гурджи (1746-1746-?)
- Хасан Али-хан II (1746—1746;1748-1750-1751)
- Карим-хан I (1750-1752-1779)
- Хусрав-хан II (1752—1752;1756-1763;1766-1790)
- Салим-паша I Бабанский (1752-1756-1758)
- Сулейман-паша I Бабанский (1763—1764)
- Али-хан I (1764-1766-?)
- Лутф Али-хан I (1790—1794)
- Хасан Али-хан III (1794-1799-1802)
- Аманалла-хан I (1799—1824)
- Хусрав-хан III (1804-1824-1834)
- Риза Кули-хан I (1823-1834-1846;1846-1847;1848-1848-?)
- Аманалла-хан II (1846—1846;1848-???)
- Хусрав-хан IV Армани (−1847-1848-?)